# Seznam členů Senátu Parlamentu České republiky (2012–2014)
Toto je seznam členů Senátu Parlamentu České republiky v 9. dvouletém volebním období 2012–2014 zahájeném 20. října 2012 po skončených volbách do jedné třetiny horní komory.

## Vedení

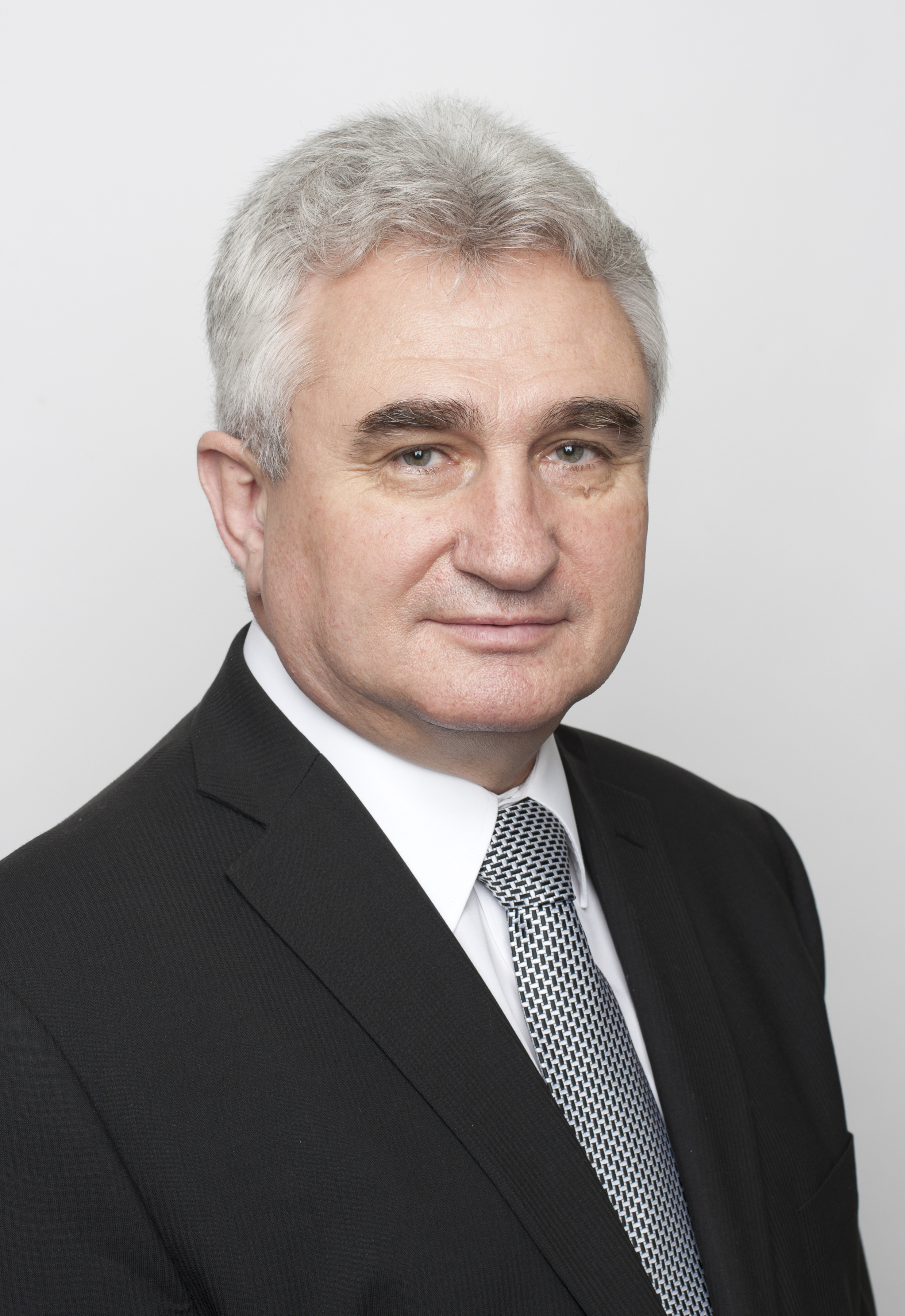
Milan Štěch, předseda Senátu od listopadu 2010

Na ustavující schůzi 21. listopadu 2012 složilo 27 zvolených senátorů slib, který přečetl nejmladší zvolený člen horní komory Tomio Okamura. Následovala volba vedení na funkční období 2012–2014.
- Milan Štěch, ČSSD – předseda, 74 ze 79 hlasů[1]
  - Alena Gajdůšková, ČSSD – 1. místopředsedkyně, 67 ze 77 hlasů[2]
    - Miluše Horská, nestranička za Nestraníci – místopředsedkyně, 54 ze 66 hlasů, zvolena 5. prosince 2012[3]
    - Přemysl Sobotka, ODS – místopředseda, 66 ze 77 hlasů
    - Zdeněk Škromach, ČSSD – místopředseda, 68 ze 77 hlasů[4]

Jiří Čunek nebyl na ustavující schůzi zvolen v žádném ze dvou kol (29 ze 77 v prvním, 31 ze 77 ve druhém /chybělo 8 hlasů/). Klub pro obnovu demokracie – KDU-ČSL a nezávislí to označil za porušení předchozí dohody a do vedení horní komory nominoval 5. prosince 2012 Miluši Horskou, která uspěla.

## Kluby
- Klub České strany sociálně demokratické: předseda Petr Vícha, 44 členů
- Klub Občanské demokratické strany: předseda Jaroslav Kubera, 15 členů
- Klub pro obnovu demokracie – KDU-ČSL a nezávislí: předseda Petr Šilar, 9 členů
- Klub SPOZ+KSČM+Severočech: předseda Vladimír Dryml, 6 členů
- Klub Starostové a Ostravak: předseda Jan Horník, 5 členů
- senátoři nezařazení do klubů: Alena Dernerová, Eliška Wagnerová, 2 senátorky

Pozn.: Stav k 5. březnu 2013.

## Seznam senátorů
| Senátní obvod             | Jméno               | Politická příslušnost | Volební (navrhující) strana | Klub                  | Rok zvolení            |
| ------------------------- | ------------------- | --------------------- | --------------------------- | --------------------- | ---------------------- |
| 1. – Karlovy Vary         | Jan Horník          | nestraník             | TOP 09 a STAN               | Starostové a Ostravak | 2004, 2010             |
| 2. – Sokolov              | Zdeněk Berka        | ČSSD                  | ČSSD                        | ČSSD                  | 2012                   |
| 3. – Cheb                 | Miroslav Nenutil    | ČSSD                  | ČSSD                        | ČSSD                  | 2008                   |
| 4. – Most                 | Alena Dernerová     | nestranička           | S.cz                        | nezařazená            | 2010                   |
| 5. – Chomutov             | Václav Homolka      | KSČM                  | KSČM                        | SPOZ+KSČM+S.cz        | 2007, 2012             |
| 6. – Louny                | Marcel Chládek      | ČSSD                  | ČSSD                        | ČSSD                  | 2008                   |
| 7. – Plzeň-město          | Dagmar Terelmešová  | ČSSD                  | ČSSD                        | ČSSD                  | 2010                   |
| 8. – Rokycany             | Milada Emmerová     | ČSSD                  | ČSSD                        | ČSSD                  | 2012                   |
| 9. – Plzeň-město          | Jiří Bis            | ČSSD                  | ČSSD                        | ČSSD                  | 2008                   |
| 10. – Český Krumlov       | Tomáš Jirsa         | ODS                   | ODS                         | ODS                   | 2004, 2010             |
| 11. – Domažlice           | Jan Látka           | ČSSD                  | ČSSD                        | ČSSD                  | 2012                   |
| 12. – Strakonice          | Miroslav Krejča     | ČSSD                  | ČSSD                        | KOD                   | 2008                   |
| 13. – Tábor               | Pavel Eybert        | ODS                   | ODS                         | ODS                   | 1996, 1998, 2004, 2010 |
| 14. – České Budějovice    | Jiří Šesták         | HOPB                  | STAN a "HOPB"               | Starostové a Ostravak | 2012                   |
| 15. – Pelhřimov           | Milan Štěch         | ČSSD                  | ČSSD                        | ČSSD                  | 1996, 2002, 2008       |
| 16. – Beroun              | Jiří Oberfalzer     | ODS                   | ODS                         | ODS                   | 2004, 2010             |
| 17. – Praha 12            | Tomáš Grulich       | ODS                   | ODS                         | ODS                   | 2006, 2012             |
| 18. – Příbram             | Josef Řihák         | ČSSD                  | ČSSD                        | ČSSD                  | 2008                   |
| 19. – Praha 11            | Milan Pešák         | ODS                   | ODS                         | ODS                   | 2010                   |
| 20. – Praha 4             | Eva Syková          | nestranička           | ČSSD                        | ČSSD                  | 2012                   |
| 21. – Praha 5             | Miroslav Škaloud    | ODS                   | ODS                         | ODS                   | 2002, 2008             |
| 22. – Praha 10            | Jaromír Štětina     | nestraník             | TOP 09 a STAN               | Starostové a Ostravak | 2004, 2010             |
| 22. – Praha 10            | Ivana Cabrnochová   | Strana zelených       | SZ a ČSSD                   | nezařazená            | 2014                   |
| 23. – Praha 8             | Daniela Filipiová   | ODS                   | ODS                         | ODS                   | 2012                   |
| 24. – Praha 9             | Tomáš Kladívko      | ODS                   | ODS                         | ODS                   | 2008                   |
| 25. – Praha 6             | Petr Bratský        | ODS                   | ODS                         | ODS                   | 2010                   |
| 26. – Praha 2             | Libor Michálek      | nestraník             | Piráti, SZ a KDU-ČSL        | KOD                   | 2012                   |
| 27. – Praha 1             | Zdeněk Schwarz      | nestraník             | ODS                         | ODS                   | 2008                   |
| 28. – Mělník              | Veronika Vrecionová | ODS                   | ODS                         | ODS                   | 2010                   |
| 29. – Litoměřice          | Hassan Mezian       | ČSSD                  | ČSSD                        | ČSSD                  | 2012                   |
| 30. – Kladno              | Jiří Dienstbier ml. | ČSSD                  | ČSSD                        | ČSSD                  | 2011                   |
| 31. – Ústí nad Labem      | Jaroslav Doubrava   | S.cz                  | S.cz                        | SPOZ+KSČM+S.cz        | 2010                   |
| 32. – Teplice             | Jaroslav Kubera     | ODS                   | ODS                         | ODS                   | 2000, 2006, 2012       |
| 33. – Děčín               | Jaroslav Sykáček    | nestraník             | ČSSD                        | ČSSD                  | 2008                   |
| 34. – Liberec             | Přemysl Sobotka     | ODS                   | ODS                         | ODS                   | 1996, 1998, 2004, 2010 |
| 35. – Jablonec nad Nisou  | Jaroslav Zeman      | ODS                   | ODS                         | ODS                   | 2012                   |
| 36. – Česká Lípa          | Karel Kapoun        | ČSSD                  | ČSSD                        | ČSSD                  | 2008                   |
| 37. – Jičín               | Josef Táborský      | ČSSD                  | ČSSD                        | ČSSD                  | 2010                   |
| 38. – Mladá Boleslav      | Jaromír Jermář      | ČSSD                  | ČSSD                        | ČSSD                  | 2006, 2012             |
| 39. – Trutnov             | Pavel Trpák         | ČSSD                  | ČSSD                        | ČSSD                  | 2008                   |
| 40. – Kutná Hora          | Jaromír Strnad      | ČSSD                  | ČSSD                        | ČSSD                  | 2010                   |
| 41. – Benešov             | Luděk Jeništa       | nestraník             | TOP 09 a STAN               | Starostové a Ostravak | 2012                   |
| 42. – Kolín               | Pavel Lebeda        | nestraník             | ČSSD                        | ČSSD                  | 2008                   |
| 43. – Pardubice           | Miluše Horská       | nestranička           | NK                          | KOD                   | 2010                   |
| 44. – Chrudim             | Jan Veleba          | nestraník             | nezávislý                   | KOD                   | 2012                   |
| 45. – Hradec Králové      | Vladimír Dryml      | nestraník             | ČSSD                        | SPOZ+KSČM+S.cz        | 2008                   |
| 46. – Ústí nad Orlicí     | Petr Šilar          | KDU-ČSL               | KDU-ČSL                     | KOD                   | 2010                   |
| 47. – Náchod              | Lubomír Franc       | ČSSD                  | ČSSD                        | ČSSD                  | 2012                   |
| 48. – Rychnov nad Kněžnou | Miroslav Antl       | nestraník             | ČSSD                        | ČSSD                  | 2008                   |
| 49. – Blansko             | Jozef Regec         | nestraník             | ČSSD                        | SPOZ+KSČM+S.cz        | 2010                   |
| 50. – Svitavy             | Radko Martínek      | ČSSD                  | ČSSD                        | ČSSD                  | 2012                   |
| 51. – Žďár nad Sázavou    | Dagmar Zvěřinová    | ČSSD                  | ČSSD                        | ČSSD                  | 2008                   |
| 52. – Jihlava             | Miloš Vystrčil      | ODS                   | ODS                         | ODS                   | 2010                   |
| 53. – Třebíč              | František Bublan    | nestraník             | ČSSD                        | ČSSD                  | 2012                   |
| 54. – Znojmo              | Marta Bayerová      | KSČM                  | KSČM                        | SPOZ+KSČM+S.cz        | 2008                   |
| 55. – Brno-město          | Jan Žaloudík        | nestraník             | ČSSD                        | ČSSD                  | 2010                   |
| 56. – Břeclav             | Jan Hajda           | ČSSD                  | ČSSD                        | ČSSD                  | 2006, 2012             |
| 57. – Vyškov              | Ivo Bárek           | ČSSD                  | ČSSD                        | ČSSD                  | 2002, 2008             |
| 58. – Brno-město          | Stanislav Juránek   | KDU-ČSL               | KDU-ČSL                     | KOD                   | 2010                   |
| 59. – Brno-město          | Eliška Wagnerová    | nestranička           | SZ                          | nezařazená            | 2012                   |
| 60. – Brno-město          | Miloš Janeček       | ČSSD                  | ČSSD                        | ČSSD                  | 2008                   |
| 61. – Olomouc             | Martin Tesařík      | ČSSD                  | ČSSD                        | ČSSD                  | 2010                   |
| 62. – Prostějov           | Božena Sekaninová   | ČSSD                  | ČSSD                        | ČSSD                  | 2006, 2012             |
| 63. – Přerov              | Jiří Lajtoch        | ČSSD                  | ČSSD                        | ČSSD                  | 2007, 2008             |
| 64. – Bruntál             | Jaroslav Palas      | ČSSD                  | ČSSD                        | SPOZ+KSČM+S.cz        | 2010                   |
| 65. – Šumperk             | Zdeněk Brož         | nestraník             | KDU-ČSL a NV                | KOD                   | 2012                   |
| 66. – Olomouc             | Karel Korytář       | ČSSD                  | ČSSD                        | ČSSD                  | 2008                   |
| 67. – Nový Jičín          | Zdeněk Besta        | ČSSD                  | ČSSD                        | ČSSD                  | 2010                   |
| 68. – Opava               | Vladimír Plaček     | ČSSD                  | ČSSD                        | ČSSD                  | 2012                   |
| 69. – Frýdek-Místek       | Eva Richtrová       | ČSSD                  | ČSSD                        | ČSSD                  | 2008                   |
| 70. – Ostrava-město       | Antonín Maštalíř    | ČSSD                  | ČSSD                        | ČSSD                  | 2010                   |
| 71. – Ostrava-město       | Leopold Sulovský    | nestraník             | Ostravak                    | Starostové a Ostravak | 2012                   |
| 72. – Ostrava-město       | Petr Guziana        | ČSSD                  | ČSSD                        | ČSSD                  | 2008                   |
| 73. – Frýdek-Místek       | Petr Gawlas         | ČSSD                  | ČSSD                        | ČSSD                  | 2010                   |
| 74. – Karviná             | Petr Vícha          | ČSSD                  | ČSSD                        | ČSSD                  | 2006, 2012             |
| 75. – Karviná             | Radek Sušil         | ČSSD                  | ČSSD                        | ČSSD                  | 2008                   |
| 76. – Kroměříž            | Miloš Malý          | ČSSD                  | ČSSD                        | ČSSD                  | 2010                   |
| 77. – Vsetín              | Jiří Čunek          | KDU-ČSL               | KDU-ČSL                     | KOD                   | 2006, 2012             |
| 78. – Zlín                | Alena Gajdůšková    | ČSSD                  | ČSSD                        | ČSSD                  | 2002, 2008             |
| 79. – Hodonín             | Zdeněk Škromach     | ČSSD                  | ČSSD                        | ČSSD                  | 2010                   |
| 80. – Zlín                | Tomio Okamura       | nestraník             | nezávislý                   | KOD                   | 2012                   |
| 80. – Zlín                | Patrik Kunčar       | KDU-ČSL               | KDU-ČSL                     | KOD                   | 2014                   |
| 81. – Uherské Hradiště    | Hana Doupovcová     | ČSSD                  | ČSSD                        | ČSSD                  | 2008                   |